# Кривошапкино
Кривоша́пкино — село в Киренском районе Иркутской области. Входит в Киренское городское поселение.
Расположено на правом берегу реки Лена, в 10 км к западу от города Киренска. 

## Население
| 2002 | 2010 | 2011 | 2012 |
| ---- | ---- | ---- | ---- |
| 477  | ↘404 | ↘403 | ↘398 |